# Кинэн, Майк
Майкл Э́двард Ки́нэн (англ. Michael Edward Keenan; род. 21 октября 1949, Боумэнвилль, Онтарио) — канадский хоккейный тренер. В его активе работа в командах НХЛ «Филадельфия Флайерз», «Чикаго Блэкхокс», «Сент-Луис Блюз», «Ванкувер Кэнакс», «Бостон Брюинз», «Флорида Пантерз», «Калгари Флэймз» и «Нью-Йорк Рейнджерс», с которым он в 1994 году выиграл Кубок Стэнли. Также Кинэн работал в качестве генерального менеджера в «Сент-Луисе», «Флориде», а также в качестве спортивного аналитика на NBC и на MSG Network. Имеет вид на жительство в России. В октябре 2022 года был назначен главным тренером сборной Италии.

## Игровая карьера
В 1969—1972 годах Кинэн выступал за команду «Скейтинг Сэйнтс» университета Сент-Лоуренса и «Вэрсити Блюз» Торонтского университета. С 1973 по 1977 год он играл за «Роаноке-Вэлли Ребелз» (SHL) и «Уитби Уорриорз» (Ontario Hockey Association Senior A).

## Тренерская карьера
Существенно больших успехов Кинэн добился в качестве тренера.
Первый тренерский опыт он получил в Торонто, где тренировал команду Института «Форест Хилл Коллегиэйт». В 1977 году Кинэн стал тренером детской команды «Ошава Легионэйрз» (лига Metro Junior B), которую два года подряд (в 1979 и 1980) годах приводил к чемпионскому титулу.
В следующем сезоне он перебрался в более серьёзную команду — «Петерборо Питс» (OHA), а затем и в «Рочестер Американс» (AHL), которую привёл к чемпионскому титулу в 1983 году (на третий год тренерства).
Сезон 1983—1984 он провёл снова в Университете Торонто, тренируя которую он выиграл Чемпионство среди колледжей Канады (CIAU).
Успехи молодого тренера привлекли внимание скаутов НХЛ и в 1984 году его пригласили в популярнейшую команду «Филадельфия Флайерз». С «Филли» Кинэн провёл четыре сезона, каждый раз выходя в плей-офф, дважды при этом выиграв регулярный чемпионат и дважды добираясь до финала Кубка Стэнли. За первый свой сезон с «Филадельфией» Кинан получил Приз Джека Адамса, вручаемый ежегодно лучшему тренеру НХЛ. Однако гегемония «Эдмонтон Ойлерз» Уэйна Гретцки в те годы была слишком сильна и ни одного Кубка Кинэн не выиграл.
В 1988 году, вылетев в первом же раунде Кубка Стэнли, Кинэн покинул команду и подписал соглашение с командой западной конференции «Чикаго Блэкхокс». С «Ястребами» дела шли не так хорошо (лишь один сезон, в котором число побед превысило 40 — в «Флайерз» таких сезонов было три), но, тем не менее, каждый раз команда играла в плей-офф, а в сезоне 1991—1992 даже добралась до финала Кубка Стэнли (причём четвертьфинальная и полуфинальные серии были выиграны со счётом 4-0 — соответственно у «Детройт Ред Уингз» и старых обидчиков Кинэна «Эдмонтон Ойлерз»). Впрочем и здесь Кинэн попал под «команду-династию». На пути «Чикаго» встал «Питтсбург Пингвинз» (с Лемьё, Фрэнсисом, Ягром и ещё россыпью звёзд).
В результате Кинэн покидает «Чикаго». Некоторое время он считался претендентом на тренерский мостик «Детройта», однако в городе моторов предпочли Скотти Боумэна. В результате Кинэн возвращается в восточную конференцию и присоединяется к «Нью-Йорк Рейнджерс» — команде, которая не могла выиграть ни одного титула с 1940 года. По этому поводу существовала расхожая шутка — «Проклятье 1940 года».
«Нью-Йорк Рейнджерс» максимально уверенно прошли по сезону, выиграв и регулярный чемпионат, выйдя в финал Кубка Стэнли, где команда столкнулась с неожиданно упорным сопротивлением «Ванкувер Кэнакс», в составе которой солировал великолепный Павел Буре. «Нью Йорк» уступил в первом матче в «Мэдисон Сквер Гарден», затем повёл в серии 3-1, но позволил себя догнать. В результате всё решилось в седьмой встрече в Нью-Йорке, где «Рейнджерс» смогли выиграть и завоевать Кубок Стэнли. Хоккеисты «Нью-Йорка» после игры вспоминали, что Кинэн в перерыве произнёс необычайно вдохновляющую речь, после которой они не могли не победить.
Примечательно, что перед той игрой Кинэн стал первым тренером в истории НХЛ, который довёл две различные команды до седьмой игры финала Кубка Стэнли — с той поры его достижение смог повторить лишь Майк Бэбкок в 2009-м году. Причём если Кинэн смог один из этих финалов выиграть, то Бэбкок оба своих таких финала проиграл.
Кинэн покинул «Рейнджерс», откликнувшись на предложение «Сент-Луис Блюз», где ему предложили посты и тренера, и генерального менеджера. Впрочем, там, несмотря на наличие в составе великолепных Уэйна Гретцки и Бретта Халла, Кинэн начал испытывать проблемы с тренерством — лишь одна выигранная серия плей-офф за два года. В середине сезона 1996—1997, после 33 игр он был уволен.
14 ноября 1997 года Кинэн возглавил «Ванкувер», где провёл два неудачных года. А в середине второго сезона, по истечении 45 игр, он был снова уволен.
В 2000 он принял «Бостон», с которым не смог выйти в плей-офф, после чего он был уволен — всего спустя год после того, как начал работу в команде.
5 декабря 2001 года Кинэн принял предложение «Флориды Пантерз» стать тренером команды. Впрочем, и здесь успехов не последовало. После двух с половиной сезонов, в которых «Флорида» каждый раз оказывалась на 4-м месте в своём дивизионе, Кинан ушёл в отставку, сохранив за собой пост Генерального менеджера. Проработав ещё три года, Кинэн покинул и этот пост. В роли генерального менеджера его сменил Жак Мартэн, в 2001 году пришедший в команду вместе с Кинэном.
24 апреля 2007 года Кинэн на некоторое время подписал соглашение с Хоккейной Ассоциацией Швеции, где работал в роли советника.
Но уже 14 июня 2007 года Кинэн подписал контракт «Калгари Флэймз», где ему снова предложили вернуться в тренеры. В оба своих сезона с «Флэймз» Кинан выводил команду в плей-офф, однако оба же раза следовало поражение в первом же раунде — от Сан-Хосе Шаркс и Чикаго Блэкхокс. Именно с «Флэймз» Кинан сначала одержал юбилейную 600-ю победу в НХЛ, а затем, 12 февраля 2009 года Кинэн вышел на 4-е место среди тренеров НХЛ по числу побед в карьере (648). После второго подряд вылета из первого же раунда Кубка Стэнли Кинэн был уволен из «Калгари» — несмотря на то, что у него оставался ещё год по контракту.
В настоящее время Кинэн занимает 5-е место в этом почётном списке. Майк является тренером, чьи команды выходили в плей-офф 10 раз подряд (с 1985 по 1996 гг — в 1993 году Кинэн не тренировал).
В октябре 2022 года специалист возглавил сборную Италии. 

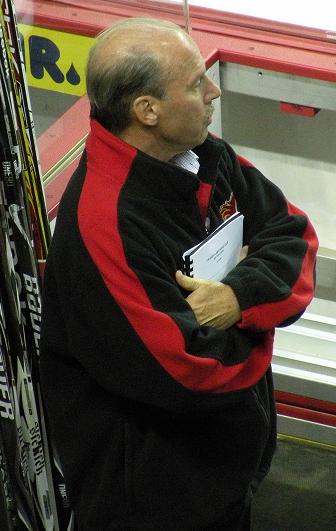
Майк Кинен осенью 2008 года в тренировочном лагере «Калгари Флэймз»

## Сборная Канады
Несмотря на ряд относительных неудач, преследовавших Кинэна в конце 80-х (два финала Кубка Стэнли — ни одного выигранного кубка), именно Кинэну было предложено в 1987 году возглавить сборную Канады для Кубка Канады, состоявшегося в августе. После тренировочного сбора Майк отказался от услуг таких звёзд (будущих и действующих) НХЛ как Эл Макиннис, Брэд Маккриммон, Стив Айзерман, Патрик Руа, Дино Сиссарелли, Кэм Нили. Лэрри Робинсон сам отказался играть. Поначалу не хотел играть и Уэйн Гретцки, лично сообщивший об этом Кинэну. Однако, в итоге, он всё же принял участие в турнире. Сборная Канады уверенно прошла первый раунд, добившись трёх побед над США, Швецией, Финляндией, а также сыграв вничью с СССР и Чехословакией. В полуфинале канадцам всё же удалось победить чехословаков, а в финале состоялась памятная матчевая встреча до 2-х побед против сборной СССР.
Примечательным было то, что все три финальных матча закончились со счётом 6:5, но не только. Судейство в финальной игре серии было крайне противоречивым. После игры тренеры сборной СССР во главе с Виктором Тихоновым публично пообещали побить главного арбитра Дона Кохарски, а их планы одобрил даже исполнительный директор ассоциации североамериканских хоккеистов Алан Иглсон. В частности, когда забивалась решающая шайба, арбитр не заметил явного нарушения со стороны Дэйла Хаверчука в отношении Вячеслава Быкова, когда последний пытался догнать убежавших в отрыв Гретцки и Лемьё.
Сборная Канады одержала победу в этом турнире, забив решающий гол на предпоследней минуте — отличился великолепный Марио Лемьё.
В 1991 году Кинэн снова привёл сборную к победе в Кубке Канады. В этом розыгрыше всё сложилось намного проще. Снова последовали три победы и две ничьи на групповой стадии (ничьи с СССР и Финляндией), в полуфинале была повержена Швеция (4:0), а в финале в двух играх была уверенно обыграна сборная США.

## Карьера на ТВ
1 октября 2009 года Кинэн подписал соглашение с сетью MSG Network, которая транслирует игры «Нью-Йорк Рейнджерс». Майк стал комментатором и аналитиком игр команды вместе с Сэмом Роузеном, Джо Микелетти, Элом Траутвигом, Джоном Джанноне, Дэйвом Мэлоуни и Роном Дугвэем. В обязанности Кинэна входило проводить предыгровую аналитику, вести включения во время перерывов, а также обсуждать игру после её завершения. Также он работал в качестве приглашённого аналитика на передаче 'MSG Hockey Night Live'.

## Возвращение в тренеры. КХЛ
13 мая 2013 года в своём твиттере Кинэн объявил, что подписал соглашение с магнитогорским «Металлургом» из КХЛ. 30 апреля 2014 года привёл «Металлург» к победе в Кубке Гагарина, благодаря чему является первым тренером, который выигрывал Кубок Стэнли и Кубок Гагарина, вторым, стал его соотечественник Боб Хартли с омским «Авангардом». В октябре 2015 года Кинэн был назначен советником президента по развитию хоккея. Перед сезоном 2017/18 был назначен главным тренером клуба «Куньлунь Ред Стар».

## Статистика (главный тренер)
| Команда                | Турнир-сезон           | Регулярный сезон | Регулярный сезон | Регулярный сезон | Регулярный сезон | Регулярный сезон | Регулярный сезон | Регулярный сезон | Регулярный сезон | Плей-офф | Плей-офф | Плей-офф                |
| Команда                | Турнир-сезон           | И                | В                | ВО/ВБ            | Н                | ПО/ПБ            | П                | О                | Результат        | В        | П        | Результат               |
| ---------------------- | ---------------------- | ---------------- | ---------------- | ---------------- | ---------------- | ---------------- | ---------------- | ---------------- | ---------------- | -------- | -------- | ----------------------- |
| Рочестер Американс     | АХЛ 1980/81            | 80               | 30               | -                | 8                | -                | 42               | 68               | Последнее в лиге | -        | -        | Не попали в плей-офф    |
| Рочестер Американс     | АХЛ 1981/82            | 80               | 40               | -                | 9                | -                | 31               | 89               | 2-е на Юге       | 4        | 5        | Проиграли в 1/2 финала  |
| Рочестер Американс     | АХЛ 1982/83            | 80               | 46               | -                | 9                | -                | 25               | 101              | 1-е в лиге       | 12       | 4        | Выиграли Кубок Колдера  |
| Филадельфия Флайерз    | НХЛ 1984/85            | 80               | 53               | -                | 7                | -                | 20               | 113              | 1-е в лиге       | 12       | 7        | Проиграли в финале      |
| Филадельфия Флайерз    | НХЛ 1985/86            | 80               | 53               | -                | 4                | -                | 23               | 110              | 2-е в лиге       | 2        | 3        | Проиграли в 1/8 финала  |
| Филадельфия Флайерз    | НХЛ 1986/87            | 80               | 46               | -                | 8                | -                | 26               | 100              | 2-е в лиге       | 15       | 11       | Проиграли в финале      |
| Филадельфия Флайерз    | НХЛ 1987/88            | 80               | 38               | -                | 9                | -                | 33               | 85               | 2-е в дивизионе  | 3        | 4        | Проиграли в 1/8 финала  |
| Чикаго Блэкхокс        | НХЛ 1988/89            | 80               | 27               | -                | 12               | -                | 41               | 66               | 4-е в дивизионе  | 9        | 7        | Проиграли в 1/2 финала  |
| Чикаго Блэкхокс        | НХЛ 1989/90            | 80               | 41               | -                | 6                | -                | 33               | 110              | 1-е в дивизионе  | 10       | 10       | Проиграли в 1/2 финала  |
| Чикаго Блэкхокс        | НХЛ 1990/91            | 80               | 49               | -                | 8                | -                | 23               | 106              | 1-е в лиге       | 2        | 4        | Проиграли в 1/8 финала  |
| Чикаго Блэкхокс        | НХЛ 1991/92            | 80               | 35               | -                | 15               | -                | 29               | 87               | 2-е в дивизионе  | 12       | 6        | Проиграли в финале      |
| Нью-Йорк Рейнджерс     | НХЛ 1993/94            | 84               | 52               | -                | 8                | -                | 24               | 112              | 1-е в лиге       | 16       | 7        | Выиграли Кубок Стэнли   |
| Сент-Луис Блюз         | НХЛ 1994/95            | 48               | 29               | -                | 5                | -                | 15               | 63               | 2-е в дивизионе  | 3        | 4        | Проиграли в 1/8 финала  |
| Сент-Луис Блюз         | НХЛ 1995/96            | 82               | 32               | -                | 16               | -                | 34               | 80               | 4-е в дивизионе  | 7        | 6        | Проиграли в 1/4 финала  |
| Сент-Луис Блюз         | НХЛ 1996/97            | 33               | 15               | -                | 1                | -                | 17               |                  | уволен           | -        | -        | -                       |
| Ванкувер Кэнакс        | НХЛ 1997/98            | 63               | 21               | -                | 12               | -                | 30               |                  | 7-е в дивизионе  | -        | -        | Не попали в плей-офф    |
| Ванкувер Кэнакс        | НХЛ 1998/99            | 45               | 15               | -                | 6                | -                | 24               |                  | уволен           | -        | -        | -                       |
| Бостон Брюинз          | НХЛ 2000/01            | 74               | 33               | -                | 7                | 8                | 26               | 81               | 4-е в дивизионе  | -        | -        | Не попали в плей-офф    |
| Флорида Пантерз        | НХЛ 2001/02            | 56               | 16               | -                | 8                | 3                | 29               |                  | 4-е в дивизионе  | -        | -        | Не попали в плей-офф    |
| Флорида Пантерз        | НХЛ 2002/03            | 82               | 24               | -                | 13               | 9                | 36               | 70               | 4-е в дивизионе  | -        | -        | Не попали в плей-офф    |
| Флорида Пантерз        | НХЛ 2003/04            | 15               | 5                | -                | 2                | 0                | 8                |                  | уволен           | -        | -        | -                       |
| Калгари Флэймз         | НХЛ 2007/08            | 82               | 42               | -                | -                | 10               | 30               | 94               | 3-е в дивизионе  | 3        | 4        | Проиграли в 1/8 финала  |
| Калгари Флэймз         | НХЛ 2008/09            | 82               | 46               | -                | -                | 6                | 30               | 98               | 2-е в дивизионе  | 2        | 4        | Проиграли в 1/8 финала  |
| Всего в НХЛ            | Всего в НХЛ            | 1386             | 672              | -                | 147              | 36               | 531              | -                | -                | 96       | 77       | -                       |
| Металлург Магнитогорск | КХЛ 2013/14            | 54               | 30               | 5                | -                | 8                | 11               | 108              | 2-е в лиге       | 16       | 5        | Выиграли Кубок Гагарина |
| Металлург Магнитогорск | КХЛ 2014/15            | 60               | 32               | 8                | -                | 5                | 15               | 117              | 6-е в лиге       | 5        | 5        | 1/2 финала Конференции  |
| Металлург Магнитогорск | КХЛ 2015/16            | 21               | 8                | 5                | -                | 0                | 8                | 34               | смена должности  | —        | —        | —                       |
| Всего в КХЛ            | Всего в КХЛ            | 135              | 70               | 18               | -                | 13               | 34               | -                | -                | 21       | 10       | -                       |
| Сборная Канады         | КК 1987                | 9                | 5                | 1                | 2                | 1                | 0                | -                | 1 место          | 1 место  | 1 место  | 1 место                 |
| Сборная Канады         | КК 1991                | 8                | 6                | 0                | 2                | 0                | 0                | -                | 1 место          | 1 место  | 1 место  | 1 место                 |
| Всего в сборной Канады | Всего в сборной Канады | 17               | 11               | 1                | 4                | 1                | 0                | -                | -                | -        | -        | -                       |

## Карьерные противоречия

### Конфликты с игроками и менеджментом
Несмотря на то, что Кинэн стал вполне успешным тренером, у него всегда возникали проблемы с поддержанием хороших рабочих отношением с игроками. Это стало причиной того, что ни в одном клубе он не смог задержаться на долгий срок. В особенности это становилось очевидно в командах, которые не претендовали на Кубок Стэнли. Но порой это мешало ему в самые неподходящие моменты.
Так, Кинэн покинул «Филадельфию» после того, как дважды выводил команду в финал Кубка Стэнли.
В «Чикаго» он ввязался в закулисную войну с руководством команды (прежде всего вице-президентом с Бобом Пулфордом), не желавшим отпускать популярного в прошлом игрока и сотрудника Дэррила Саттера. В результате Кинэн сначала покинул пост тренера «Чикаго», сосредоточившись на менеджерской работе, а затем и вообще ушёл из команды — в «Рейнджерс». Кстати, по иронии судьбы, Саттер был уволен с поста тренера «Чикаго» после того, как один из лидеров команды Джереми Рёник позволил себе публичную критику в адрес тренера в эфире местного радио.
Из «Рейнджерс» Кинэн ушёл по причине конфликта с генеральным менеджером Нилом Смитом. Формальным поводом стало незначительное нарушение контракта командой.
В «Сент Луисе» и «Ванкувере» Кинэн запомнился конфликтами с лидерами команд — соответственно Бреттом Халлом и Тревором Линденом.
Более того, атмосфера в командах, тренируемых Кинэном, всегда была достаточно напряжённой. Так, в 2008 году на одной из тренировок с ассистентом «Железного Майка» крепко повздорил многолетний лидер и капитан «Калгари» Джером Игинла. Кинэн факт ссоры подтвердил, прокомментировав, что считает данную ситуацию вполне нормальной.
В сентябре 2006 года Кинэн снова попал в заголовки газет, когда покинул пост генерального менеджера «Флориды Пантерз». Его уход случился вскоре после того, как он обменял многолетнего лидера команды, вратаря Роберто Люонго, перспективного защитника Лукаса Крайчека и выбор в 6-м раунде драфта 2006 на форварда Тодда Бертуцци, испытывавшего серьёзные проблемы с игрой, защитника Брайана Аллена и второсортного голкипера Алекса Олда. Поговаривали, что и здесь Кинэн имел серьёзные закулисные трения с тренером и, так получилось, что и с лучшим другом Жаком Мартэном относительно взглядов на будущее команды. Именно Мартэн после ухода Кинэна занял пост генерального менеджера.
Занятно, что Кинэн охотно ввязывался в конфликты и с представителями других команд. Так в 2002 году генеральный менеджер «Каролины» Джим Рутерфорд подверг критике игровой стиль «Флориды», которой тогда руководил «Железный Майк», назвав команду грязной. Кинэн в ответ сообщил журналистам, что тактика «Каролины» — клянчить у судей удаления для соперников. Стоит признать, что эта словесная пикировка случилась после матча этих двух команд, в котором игроки «Флориды» в двух случаях крайне грубо обошлись с лидерами «Каролины».

### Тренерские ходы
Кинэн также запомнился своим пренебрежительным отношением к вратарям. Так, ему совершенно ничего не стоило в одной игре проводить несколько замен вратаря. В 4-й игре первого раунда Кубка Стэнли 1987 года он пять раз менял местами Рона Хекстолла, Глена Рёша, а в конце выпустил шестого полевого.
Роберто Люонго позволил себе следующее высказывание относительно данной практики:
"Ничего удивительного. Кинэн это делает так часто, что это уже стало привычным. Если вы — запасной вратарь, а он — ваш тренер, то надо всегда быть готовым [к выходу на лед]. Хотя бы на всякий случай.
23 февраля 1994 года, будучи главным тренером «Нью-Йорк Рейнджерс», Майк Кинэн в матче против «Бостон Брюинз», в качестве наказания для Алексея Ковалёва, который регулярно задерживался на льду больше положенного времени, запретил игроку проводить смены. В итоге Ковалёв провёл на льду более 5 минут игрового времени подряд.

## Родственники
Главный тренер и генеральный менеджер команды «Эдмонтон Раш» из Национальной лиги лакросса Дерек Кинэн — троюродный брат Майка.